# Újezd (district de Zlín)
Pour les articles homonymes, voir Újezd.
Újezd (en allemand : Augezd, de 1939 à 1945 : Aujest bei Hochfeld) est une commune du district et de la région de Zlín, en République tchèque. Sa population s'élevait à 1 194 habitants en 2020.

## Géographie
Újezd se trouve à 19 km à l'est-sud-est de Zlín, à 95 km à l'est de Brno et à 270 km au sud-est de Prague.
La commune est limitée par Vizovice, Lhotsko et Bratřejov au nord, par Vysoké Pole à l'est, par Vlachovice au sud, par Haluzice au sud-ouest et par Loučka à l'ouest.

## Histoire
La première mention écrite du village date de 1261.

## Transports
Par la route, Újezd se trouve à 12 km de Valašské Klobouky, à 23 km de Zlín, à 117 km de Brno et à 325 km de Prague.